# Mirosław Szemla
Mirosław Stanisław Szemla (ur. 15 września 1962 w Bielsku-Białej) – polski menedżer, wykładowca akademicki, urzędnik i samorządowiec. Wicestarosta bielski (2002–2010), w 2015 pierwszy wicewojewoda śląski.

## Życiorys
Magister techniki po Wyższej Szkole Pedagogicznej w Krakowie. Ukończył także studia podyplomowe z zakresu przedsiębiorczości i zarządzania kadrami na Politechnice Śląskiej oraz z zakresu matematyki, a także w 2017 z zakresu Executive Master of Business Administration dla branży wodociągowej w Wyższej Szkole Biznesu w Dąbrowie Górniczej. Absolwent specjalistycznego programu szkoleniowego MSWiA i Banku Światowego dotyczącego zarządzania w administracji publicznej. Posiada certyfikat członka rad nadzorczych spółek Skarbu Państwa oraz uprawnienia księgowego.
Pełnił funkcję dyrektora w Zespole Szkół Energetycznych w Bielsku-Białej i wicedyrektora Wojewódzkiego Ośrodka Politechnicznego w Bielsku-Białej. Prowadził zajęcia z informatyki w Wyższej Szkole Ekonomiczno-Humanistycznej w Bielsku-Białej. Pracował jako specjalista do spraw funduszy przedakcesyjnych i strukturalnych w Regionalnym Centrum Informacji Europejskiej. Jest ekspertem w programach Unii Europejskiej w zakresie informatycznych systemów zarządzania kryzysowego i zarządzania kryzysowego w czasie pożarów lasów (SIPROCI, PROMPT). Do 2015 sprawował funkcję wiceprezesa Wojewódzkiego Funduszu Ochrony Środowiska i Gospodarki Wodnej w Katowicach.
Należy do Polskiego Stronnictwa Ludowego. Pełnił funkcję radnego rad gmin Szczyrk i Buczkowice. W latach 2002–2010 był wicestarostą bielskim i członkiem zarządu powiatu bielskiego. Wiceprezes wojewódzkiego zarządu PSL w Katowicach. W 2002, 2006 i 2010 wybierany do rady powiatu bielskiego. W 2014 został radnym sejmiku śląskiego V kadencji, jednak w 2015 złożył mandat w związku z niepołączalnością funkcji wicewojewody (zastąpiła go Danuta Kożusznik). W 2015 bezskutecznie kandydował z listy PSL do Sejmu, otwierając listę w okręgu nr 27.
13 stycznia 2015 powołany na stanowisko pierwszego wicewojewody śląskiego. Odwołany z funkcji 9 grudnia tego samego roku. Zatrudniony następnie jako wiceprezes ds. produkcji Górnośląskiego Przedsiębiorstwa Wodociągów SA w Katowicach. W 2018 bez powodzenia kandydował do sejmiku województwa, a w 2019 do Sejmu.
Jest strażakiem-ochotnikiem członkiem Zarządu Oddziału Wojewódzkiego Związku Ochotniczych Straży Pożarnych RP w Katowicach. Pełni funkcję wiceprezesa Stowarzyszenia Na Rzecz Wspierania Rozwoju Regionów w Polsce Południowej. Żonaty, mieszka w Rybarzowicach.
W 2013 odznaczony Brązową Odznaką „Zasłużony dla Ochrony Przeciwpożarowej”.